# Fuentesaúco de Fuentidueña
Fuentesaúco de Fuentidueña és un municipi de la província de Segòvia, a la comunitat autònoma de Castella i Lleó.